# Dekanat Nowa Sól
Dekanat Nowa Sól – jeden z 30 dekanatów należący do diecezji zielonogórsko-gorzowskiej, metropolii szczecińsko-kamieńskiej, Kościoła rzymskokatolickiego w Polsce.

## Władze dekanatu
- Dziekan: ks. kan. dr Andrzej Oczachowski
- Wicedziekan: ks. kan. Krzysztof Kocz
- Ojciec duchowny: br. Mirosław Dudzis OFMCap
- Dekanalny duszpasterz młodzieży i powołań: ks. Paweł Mikołajczak

## Parafie
- Lubieszów – Parafia pw. Świętej Rodziny:
  - Rudno – Kościół filialny pw. św. Apostołów Szymona i Judy Tadeusza
  - Studzieniec – Kościół filialny pw. św. Wawrzyńca
- Nowa Sól – Parafia  pw. św. Antoniego:
  - Kościół parafialny pw. św. Antoniego
  - Nowa Sól – Kościół filialny pw. św. Barbary
- Nowa Sól – Parafia pw. św. Józefa Rzemieślnika
  - Nowa Sól  – Kaplica  bł. Honorata Koźmińskiego ss. Sług Jezusa
  - Nowa Sól  – Kaplica  Matki Bożej Częstochowskiej
  - Nowa Sól  – Kaplica  św. Józefa Oblubieńca ss. elżbietanek
- Nowa Sól – Parafia pw. św. Michała Archanioła
  - Kościół parafialny pw. św. Michała Archanioła
  - Kiełcz – Kościół filialny pw. Podwyższenia Krzyża Świętego
  - Nowe Żabno – Kościół filialny pw. Matki Bożej Fatimskiej
- Nowa Sól – Parafia pw. Wniebowzięcia Najświętszej Maryi Panny
- Otyń  – Parafia pw. Podwyższenia Krzyża Świętego
  - Kościół parafialny pw. Podwyższenia Krzyża Świętego, będący sanktuarium Matki Bożej Klenickiej
  - Niedoradz – Kościół filialny pw. św. Jakuba
  - Zakęcie – Kościół filialny pw. Najświętszego Serca Pana Jezusa
  - Bobrowniki  – Kaplica  Wniebowzięcia NMP
  - Otyń  – Kaplica  św. Jadwigi ss. Elżbietanek

- Przyborów – Parafia pw. Matki Bożej Częstochowskiej
  - Stany – Kościół filialny pw. Objawienia Matki Bożej w Lourdes
- Siedlisko – Parafia pw. Narodzenia Najświętszej Maryi Panny
  - Bielawy – Kościół filialny pw. Najświętszego Serca Pana Jezusa
  - Borowiec – Kaplica  Matki Bożej Częstochowskiej